# 海北海南道
海北海南道，元至元十七年（1280年）置海北海南道宣慰司，治雷州路（今广东雷州市）。属湖广等处行中书省。辖境相当今广东省茂名市以西，海南省及广西壮族自治区钦州、北海、防城、灵山、浦北、合浦等市县地。元末废。

## 下辖
- 雷州路
- 化州路
- 高州路
- 钦州路
- 廉州路
- 乾宁安抚司
- 南宁军、万安军和吉阳军